# Rob Roy (film)
Rob Roy is een Amerikaans historisch film-epos uit 1995 onder regie van Michael Caton-Jones, naar een scenario van Alan Sharp. Het verhaal hierin is losjes gebaseerd op het leven van de Schotse volksheld Robert Roy MacGregor uit de achttiende eeuw. Acteur Tim Roth werd voor zijn bijrol als Archibald Cunningham genomineerd voor onder meer een Academy Award, een Golden Globe, een BAFTA Award en een Saturn Award.

## Verhaal
Robert Roy MacGregor is een Schotse veehouder die een grote som geld leent van Montrose. Hij wordt echter bestolen, waarna Montrose hem aan zijn afbetalingsverplichtingen houdt. Als MacGregor zijn schulden niet kan voldoen komt hij in ernstige problemen, wat resulteert in de verkrachting van zijn vrouw, de dood van zijn broer, en een duel op leven en dood met Montrose's beschermeling Archibald Cunningham.

## Rolverdeling
| Acteur          | Personage                          |
| --------------- | ---------------------------------- |
| Liam Neeson     | Robert Roy MacGregor               |
| Jessica Lange   | Mary MacGregor                     |
| John Hurt       | James Graham, Markies van Montrose |
| Tim Roth        | Archibald Cunningham               |
| Eric Stoltz     | Alan MacDonald                     |
| Andrew Keir     | Hertog van Argyll                  |
| Brian Cox       | Killearn                           |
| Brian McCardie  | Alasdair MacGregor                 |
| Gilbert Martin  | Will Guthrie                       |
| Vicki Masson    | Betty                              |
| Gilly Gilchrist | Iain                               |
| Jason Flemyng   | Gregor                             |
| Ewan Stewart    | Coll                               |
| David Hayman    | Tam Sibbald                        |
| Brian McArthur  | Ranald MacGregor                   |